# 7314-es mellékút (Magyarország)
A 7314-es számú mellékút egy négy számjegyű mellékút Veszprém vármegye déli részén, a Balaton-felvidéken.

## Nyomvonala
Révfülöp központjában kezdődik, a 71-es főútból kiágazva, annak 66+450-es kilométerszelvényétől. Északnyugat felé indul, de gyorsan nyugati, sőt egy időre délnyugati irányt vesz fel; az itteni neve Káli út. Nagyjából a hatszázadik méterszelvényétől már ismét északnyugat felé halad, majd 1,4 kilométer után beletorkollik, bő 1 kilométer megtétele után a 73 125-ös számú mellékút, amely Pálkövénél ágazik ki a 71-es útból, annak 68+750-es kilométerszelvényénél. A 7314-es itt el is hagyja Révfülöp lakott területét és még a 2. kilométere előtt átlép Kővágóörs területére.
A 3. kilométere közelében éri el Kővágóörs házait – ahol a Kossuth Lajos utca nevet veszi fel –, majd 3,8 kilométer megtétele után eléri a község központját. Itt északkeleti irányba fordul, délnyugat felől pedig beletorkollik 4,5 kilométer megtétele után a 73 133-as út. (Ez a 7346-os útból ágazik ki, annak 5. kilométerénél, Kékkút nyugati szélén, végighúzódik a településen, elhaladva a Kékkúti Ásványvíz Zrt. épületegyüttese mellett is, hogy aztán itt érjen véget.)

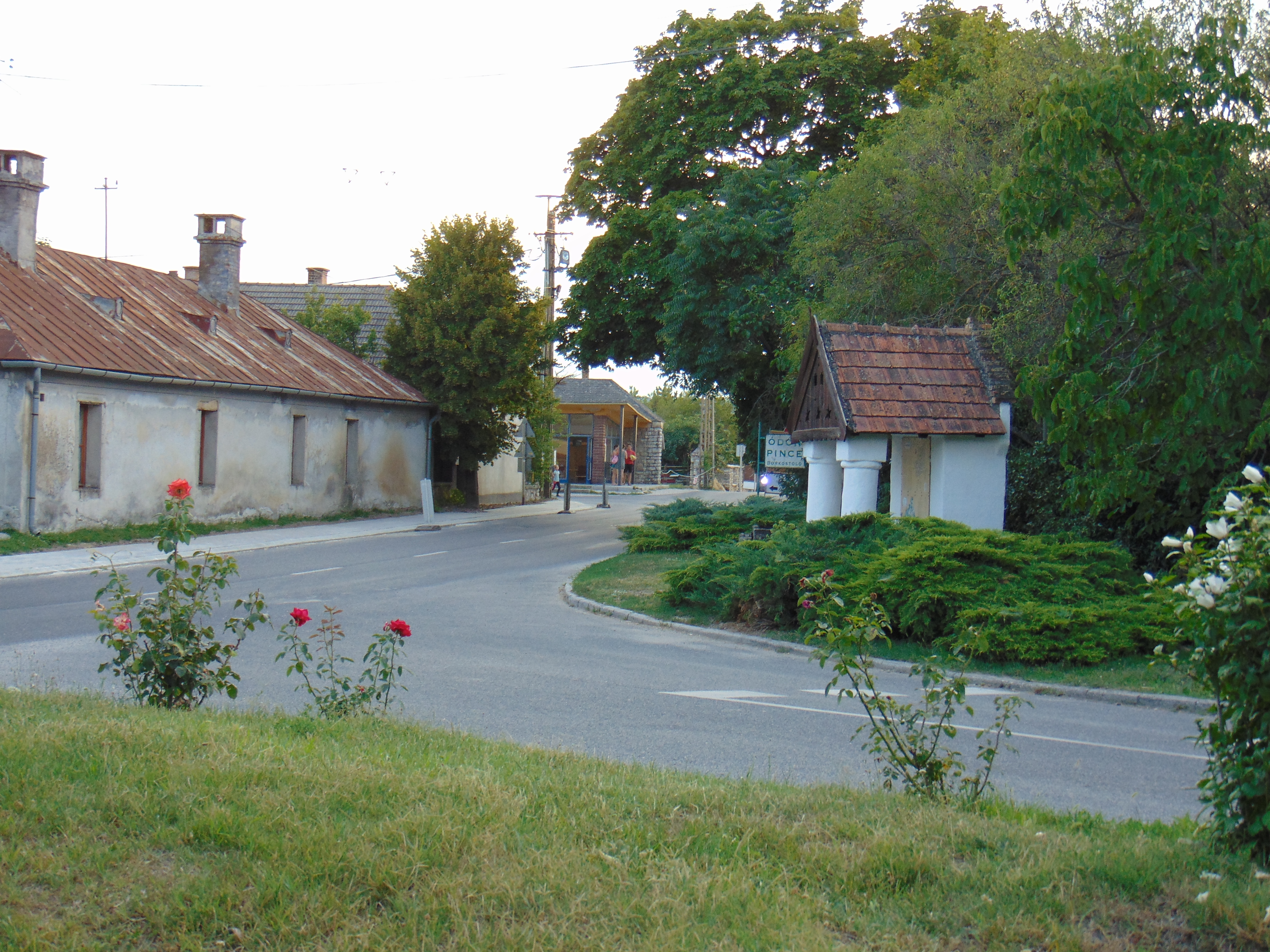
A 7313-as út és a Balatonhenye felé vezető 73 126-as út elágazása Köveskál központjában, a háttérben középtájon a 7314-es út betorkollása is látszik

Innen Jókai utca néven halad a község beépített területének északi széléig, ahol ismét északnyugati, később északi irányba fordul. Így lép át, 6,2 kilométer teljesítése után Köveskál területére. A 7+600-as kilométerszelvényétől a település házai között húzódik, és kevéssel ezután véget is ér, beletorkollva a 7313-as útba, annak 7,450-es kilométerszelvényénél. Teljes hossza, az országos közutak térképes nyilvántartását szolgáló kira.gov.hu adatbázisa szerint 7,893 kilométer.

## Települések az út mentén
- Révfülöp
- Kővágóörs
- Köveskál